# Leah Kate
Leah Kalmenson, més coneguda com a Leah Kate (va néixer el 9 de setembre de l'any 1992), és una cantant nord-americana.
Kate va estrenar la seva obra estesa de debut, Impulse, el juny de l'any 2019, seguida de What Just Happened? el 2021. L'any 2022, va llançar " 10 Things I Hate About You ", senzill el qual va arribar a les llistes a Austràlia i el Regne Unit. El març de l'any 2022 Madison Beer va anunciar que Leah Kate com la telonera de la seva gira europea Life Support, la qual va tenir lloc al març i abril de l'any 2022. Després de la gira, Kate va llançar els senzills "Twinkle Twinkle Little Bitch" i "Life Sux". Leah, l'octubre de 2022, va posar a disposició del públic el seu tercer EP conegut com Alive and Unwell .

## Primers anys de vida
Leah Kate, filla d'una família la qual era propietària d'una emissora de ràdio, va néixer a Los Angeles, Califòrnia i també es va criar allà. Posteriorment, Kate va viure a Nova York durant un temps per perseguir els seus somnis. La seva família volia que trobés una feina, però va continuar fent carrera musical.

## Carrera
L'any 2018, Kate va començar la seva carrera muscial publicant versions de cançons al seu canal de YouTube. En aquest període també va llançar el seu EP debut, Impulse, el qual incloïa els senzills "WTF?" i "So Good". Després del seu primer EP va llançar els senzills "Visions" i "Bad Idea". El juny de 2020, Kate va llançar "Fuck Up the Friendship" que va agafar força a TikTok i es va reproduir més de 33 milions de vegades a Spotify. Va seguir amb diversos senzills, inclosos els llançaments de "Grave", "Boyfriend" i "Boy Next Door".
L'any 2021, Kate va llançar els senzills "Calabasas" i "Veronica" com a preparació per al seu segon EP, What Just Happened?, que s'havia de llançar aquell mateix octubre. També tenia plans per ser telonera de la cantautora Bailey Bryan a la seva gira Fresh Start pels Estats Units i Canadà, però només va actuar en dos espectacles a causa de la pandèmia de la COVID-19. Una setmana abans de llançar el seu EP, el 24 de setembre de l'any 2021 va estrenar el senzill conegut com ''Shit Show''. El cinquè i últim senzill de l'EP, conegut com "FU Anthem" va ser llançat més tard. 
El senzill "Dear Denny" va passar a disposició del públic el març de l'any 2022 i després que es fes viral a TikTok, va lleençar ràpidament el senzill " 10 Things I Hate About You ", la qual va ser la seva primera cançó en un segell important, 10k Projects. La cançó va continuar creixent a TikTok i va guanyar molta popularitat a molts països europeus mentre estava de gira amb la cantant Madison Beer a l'etapa europea de la seva gira Life Support. Aquesta última cançó mencionada, arribaria al segon lloc de la llista Bubbling Under Hot 100 dels EUA i a les llistes d'Austràlia, Nova Zelanda, els Països Baixos i el Regne Unit va arribar al top 40. 
L'any 2022, també va obrir per Chase Atlantic a la seva gira Cold Nights per Amèrica del Nord i durant aquest període va llançar el seu senzill "Twinkle Twinkle Little Bitch". Va seguir aquest llançament amb senzills com "Life Sux", "Monster" i "Hot All the Time", els quals s'han inclòs en el seu tercer EP, "Alive and Unwell", que va ser publicat el 28 d'octubre de 2022. El mateix dia, a Manchester, va iniciar la seva primera gira, la "Alive and Unwell Tour".
Per primera vegada, el desembre de l'any 2022, Kate farà una gira per Austràlia, fent espectacles a Sydney i Melbourne.

## Discografia

### EPs
| Títol               | Detalls de l'EP                                                                                     |
| ------------------- | --------------------------------------------------------------------------------------------------- |
| Impulse             | - Publicat: 28 de juny de 2019 - Etiqueta: autoeditada - Formats: Descàrrega digital, streaming     |
| What Just Happened? | - Publicat: 1 d'octubre de 2021 - Etiqueta: autoeditada - Formats: Descàrrega digital, streaming    |
| Alive and Unwell    | - Publicat: 28 d'octubre de 2022 - Etiqueta: 10k Projectes - Formats: Descàrrega digital, streaming |

### Senzills
| Títol                            | Any  | Posició a les llistes | Posició a les llistes | Posició a les llistes | Posició a les llistes | Posició a les llistes | Posició a les llistes | Reconeixements             | Àlbum                                |
| Títol                            | Any  | US Bub.               | AUS                   | CAN                   | IRE                   | UK                    | WW                    | Reconeixements             | Àlbum                                |
| -------------------------------- | ---- | --------------------- | --------------------- | --------------------- | --------------------- | --------------------- | --------------------- | -------------------------- | ------------------------------------ |
| ''Lady by the Sea''              | 2018 | -                     | -                     | -                     | -                     | -                     | -                     |                            | Senzills no pertanyents a cap àlbum. |
| ''Have to Forget''               | 2018 | -                     | -                     | -                     | -                     | -                     | -                     |                            | Senzills no pertanyents a cap àlbum. |
| ''WTF?''                         | 2019 | -                     | -                     | -                     | -                     | -                     | -                     |                            | Impulse                              |
| ''Left With a Broken Heart''     | 2019 | -                     | -                     | -                     | -                     | -                     | -                     |                            | Impulse                              |
| ''So Good''                      | 2019 | -                     | -                     | -                     | -                     | -                     | -                     |                            | Impulse                              |
| ''Do What I Wanna Do''           | 2019 | -                     | -                     | -                     | -                     | -                     | -                     |                            | Impulse                              |
| ''Visions''(with Kevin Courtios) | 2019 | -                     | -                     | -                     | -                     | -                     | -                     |                            | Senzills no pertanyents a cap àlbum. |
| ''Bad Idea''                     | 2020 | -                     | -                     | -                     | -                     | -                     | -                     |                            | Senzills no pertanyents a cap àlbum. |
| ''Fuck Up the Friendship''       | 2020 | -                     | -                     | -                     | -                     | -                     | -                     |                            | What Just Happened?                  |
| ''Used to This''                 | 2020 | -                     | -                     | -                     | -                     | -                     | -                     |                            | Senzills no pertanyents a cap àlbum. |
| ''Grave''                        | 2020 | -                     | -                     | -                     | -                     | -                     | -                     |                            | Senzills no pertanyents a cap àlbum. |
| ''Boyfriend''                    | 2021 | -                     | -                     | -                     | -                     | -                     | -                     |                            | Senzills no pertanyents a cap àlbum. |
| ''Boy Next Door''                | 2021 | -                     | -                     | -                     | -                     | -                     | -                     |                            | Senzills no pertanyents a cap àlbum. |
| ''Calabasas''                    | 2021 | -                     | -                     | -                     | -                     | -                     | -                     |                            | What Just Happened?                  |
| ''Veronica''                     | 2021 | -                     | -                     | -                     | -                     | -                     | -                     |                            | What Just Happened?                  |
| ''Shit Show''                    | 2021 | -                     | -                     | -                     | -                     | -                     | -                     |                            | What Just Happened?                  |
| ''F U Anthem''                   | 2021 | -                     | -                     | -                     | -                     | -                     | -                     |                            | What Just Happened?                  |
| ''Dear Denny''                   | 2022 | -                     | -                     | -                     | -                     | -                     | -                     |                            | Senzill no pertanyent a cap àlbum.   |
| ''10 Things I Hate About You''   | 2022 | 2                     | 22                    | 82                    | 34                    | 30                    | 116                   | - RIAA: Gold - BPI: Silver | Alive and Unwell                     |
| ''Twinkle Twinkle Little Bitch'' | 2022 | -                     | -                     | -                     | -                     | -                     | -                     |                            | Senzill no pertanyent a cap àlbum.   |
| ''Life Sux''                     | 2022 | -                     | -                     | -                     | -                     | -                     | -                     |                            | Alive and Unwell                     |
| ''Monster''                      | 2022 | -                     | -                     | -                     | -                     | -                     | -                     |                            | Alive and Unwell                     |
| ''Hot All The Time''             | 2022 | -                     | -                     | -                     | -                     | -                     | -                     |                            | Alive and Unwell                     |

## Gires
Capçalera
- Alive and Unwell Tour (2022)

Telonera
- Life Support Tour – Madison Beer (2022)
- Cold Nights Tour – Chase Atlantic (2022)